# Gare d’Aixe-sur-Vienne
Gare d’Aixe-sur-Vienne vasútállomás Franciaországban, Aixe-sur-Vienne településen.

## Vasútvonalak
Az állomást az alábbi vasútvonalak érintik:
- Limoges-Bénédictins-Angoulême-vasútvonal

## Kapcsolódó állomások
A vasútállomáshoz az alábbi állomások vannak a legközelebb:
- Gare de Limoges-Montjovis
- Gare de Saint-Victurnien